# Liste des compositions de Tobias Picker
La liste suivante représente les compositions de Tobias Picker.
La musique de Tobias Picker est publiée exclusivement chez Schott Music Corporation.

## Œuvres pour la scène

### Opéras
- Emmeline (1996, commandé par le Santa Fe Opera, créé le 27 juillet 1996, livret de J.D. McClatchy, tiré du roman de Judith Rossner[1])
- Fantastic Mr. Fox (1998, commandé par la Roald Dahl Foundation, créé le 9 décembre 1998, livret de Donald Sturrock, tiré du livre de Roald Dahl[1])
- Thérèse Raquin (1999-2000, commandé par l'opéra de Dallas, créé le 30 novembre 2001, livret de Gene Scheer, tiré du roman d'Émile Zola[1])
- An American Tragedy (2005-2006, commandé par le Metropolitan Opera, créé le 2 décembre 2005, livret de Gene Scheer, basé du roman de Theodore Dreiser[1])
- Dolores Claiborne (2013, qui doit être créé par l'opéra de San Francisco, livret de J.D. McClatchy, tiré du roman de Stephen King[2])

### Ballets
- Awakenings (2010, créé le 22 septembre 2010, livret de Oliver Sacks d'après Awakenings)

## Œuvres pour grand ensemble

### Symphonies
- Symphonie nº 1 en deux mouvements (1982, créée en 1983)
- Symphonie nº 2 Aussöhnung pour soprano et orchestre (1986)
- Symphonie nº 3 pour orchestre à cordes, (1988, créée en 1989, d'après son Quatuor à cordes et contrebasse (1988), voir Musique de chambre)

### Autres œuvres pour orchestre
- The Blue Hula pour ensemble de  chambre (1981)
- The Encantadas pour narrateur et orchestre (1983, voir aussi Œuvres pour voix et orchestre)
- Old and Lost Rivers pour orchestre (1986)
- The Encantadas pour narrateur et orchestre de chambre (1986, d'après l'œuvre pour narrateur et orchestre The Encantadas (1983), voir Œuvres pour voix et orchestre)
- Séance: Hommage à Sibelius pour orchestre (1991)
- Two Fantasies for orchestra (1989, créée en 1990)
- And Suddenly It's Evening pour orchestre et violon de concert solo (1994)

### Œuvres pour ensemble de vents
- Dedication Anthem pour ensemble de vents (1984)

### Concertos, instruments solistes et orchestre
- Concerto pour piano nº 1 (1980)
- Concerto pour violon (1981)
- Keys to the City (Concerto pour piano nº 2) (1983)
- Concerto pour piano nº 3: Kilauea (1986)
- Romances and Interludes pour hautbois et orchestre (1989, Romances sont des orchestrations de l'Op. 94 de Robert Schumann)
- Bang! pour piano amplifié et orchestre (1992)
- Viola Concerto (1994)
- Concerto pour violoncelle et orchestre (1999)

## Œuvres pour piano

### Piano seul
- When Soft Voices Die (1977)
- Old and Lost Rivers (1986)
- The Blue Hula (1990)
- Three Pieces (1990)
- Four Etudes for Ursula (1996)
- Three Nocturnes (2009)

### Œuvres pour deux pianos
- Pianorama pour deux pianos (1984)

## Musique de chambre
- Septuor pour flûte, basson, trompette, trombone, piano, violon, et percussion (1975)
- Sextuor nº 2 pour hautbois, clarinette, violon, violoncelle, piano, et percussion (1976)
- Sextuor nº 3 pour flûte, violon, violoncelle, contrebasse, piano, et percussion (1977)
- Rhapsody pour violon et piano (1978)
- Romance pour violon et piano (1979)
- Nova pour violon, alto, violoncelle, contrebasse, et piano (1979, composé pour être joué avec le quintette la "Truite")
- Octet pour hautbois, clarinette basse, cor, harpe, violon, violoncelle, contrebasse, et percussion (1979)
- The Blue Hula pour flûte, clarinette, violon, violoncelle, piano, et percussion (1981)
- Serenade pour piano et quintette à vent (1983)
- Quatuor à cordes nº 1: New Memories (1987)
- Keys to the City version de chambre pour piano solo, hautbois, clarinette, basson, et cordes (1987)
- Quatuor à cordes et contrebasse (1988)
- Invisible Lilacs pour violon et piano (1991)
- Suite pour violoncelle et piano (1998)
- Quatuor à cordes nº 2 (2008)
- Quintette avec Piano: "Live Oaks" (2011)

## Œuvres vocales
- Aussöhnung pour voix moyenne ou aigüe et piano (1984, texte de Goethe)
- When We Meet Again (Sonnet) pour voix moyenne ou aigüe et piano (1985, texte de Edna St. Vincent Millay)
- Half a Year Together pour voix moyenne ou aigüe et piano (1987, texte de Richard Howard)
- Remembering pour voix moyenne ou aigüe et piano (1987, texte de Edna St. Vincent Millay)
- Two Songs (tiré de The Rain in the Trees) pour voix moyenne ou aigüe et piano (1992, texte de William S. Merwin)
- Not Even the Rain pour voix moyenne ou aigüe et piano (1999, texte de e.e. cummings)
- Irrational Exuberance pour voix moyenne ou aigüe et piano (2001, texte de Gene Scheer)
- Tres Sonetos de Amor pour voix moyenne ou aigüe et piano (2000, trois sonnets de Pablo Neruda)
- I Am In Need of Music pour voix moyenne ou aigüe et piano (2004, texte de Elizabeth Bishop)
- Amo el trozo de tierra pour voix moyenne ou aigüe et piano (2005, texte de Pablo Neruda)
- Choruses of the Trees pour chœur d'enfants à quatre voix (2009, texte de Roald Dahl)

## Œuvres pour voix et orchestre
- The Encantadas pour narrateur et orchestre (1983, basé sur des textes de Herman Melville)
- The Encantadas version pour narrateur et orchestre de chambre (1986)
- The Rain in the Trees pour flûte, voix moyenne ou aigüe, et orchestre (1993)
- Tres Sonetos de Amor pour baryton et orchestre (2000, trois sonnets de Pablo Neruda)
- The Rain in the Trees version pour soprano et orchestre (2000)